# エアアジア X
エアアジア X (AirAsia X) は、マレーシアの航空会社であり、中・長距離路線を運航しているエアアジアの関連会社である。

## 概要

### フライ・アジアン・エクスプレス

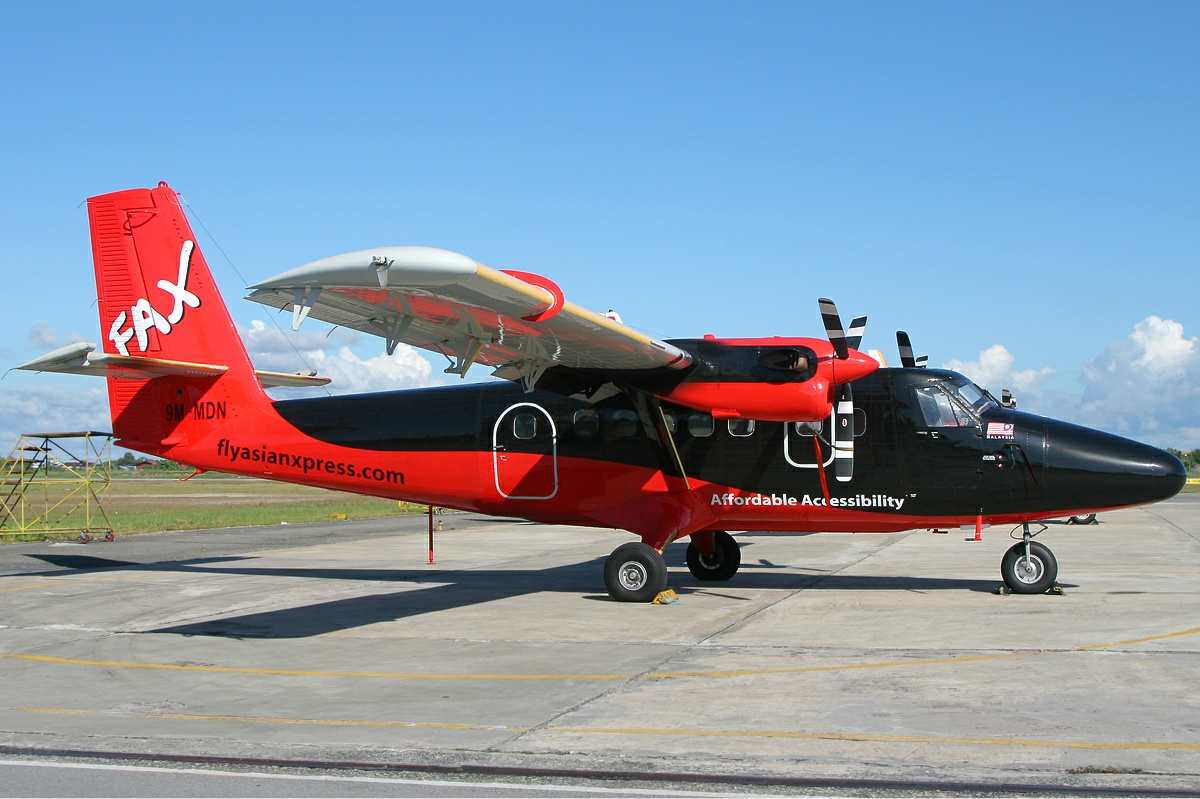
フライ・アジアン・エクスプレスのDHC-6

2006年、マレーシア航空の経営再建の為、国内ローカル路線96路線がエアアジアに移管された。ボルネオ島のサラワク州及びサバ州のローカル路線の運航の再委託先として、同年8月1日にフライ・アジアン・エクスプレス (Fly Asian Xpress Sdn Bhd, FAX)が設立され、約40路線が運航されていた。
2007年4月11日、エアアジアCEOのトニー・フェルナンデスが、同社の運航する路線をファイアフライへ移管させる提案をした。同年9月30日、フライ・アジアン・エクスプレスは全ての路線の運航を終了した。翌10月1日よりマレーシア航空が設立した子会社、MASwings が全ての路線を引き継いだ 。
2007年10月、社名をAirAsia X Sdn Bhdへと変更した。名前の由来は日本の有名ロックバンドX JAPANから取ったとエアアジアCEOのトニー・フェルナンデスが明かしている。

### エアアジア X

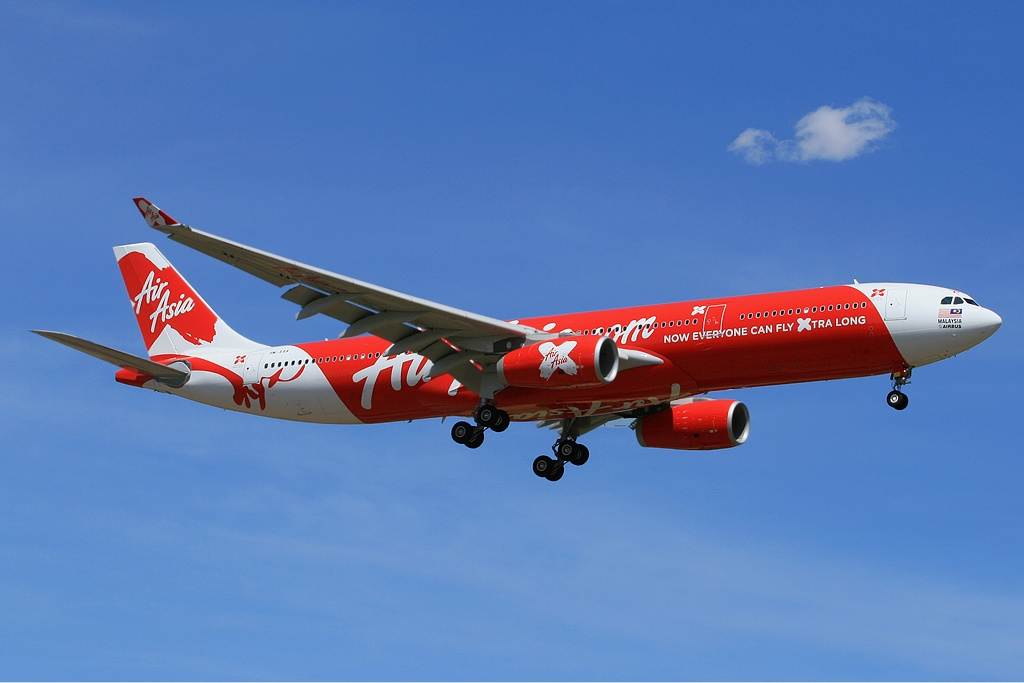
エアバス A330-300

2007年1月5日、「AirAsia X」のブランド名で、国際長距離路線に参入すると発表した。2007年8月、ヴァージン・グループが20%の株式を取得、2008年2月、オリックスが10%の株式を取得した。
2007年11月2日、クアラルンプールからオーストラリアのゴールドコースト間に初就航した。2008年2月には中国の杭州へ就航した。2008年10月に新規機材が納入され、2008年11月からオーストラリアへの就航都市が増加した。アブダビ国際空港を中東地域のハブ空港とし、アブダビからはサウジアラビア（ジェッダ）、エジプト、ヨルダン、イランへ就航させる計画があった。しかし、2012年3月以降インド、ヨーロッパの税制や燃料費の高騰からロンドン線等のヨーロッパ線や中東線を運休した。
2010年12月9日からクアラルンプール-東京/羽田線に就航した。2011年11月30日からクアラルンプール-大阪/関西線に就航した。2015年10月1日より新千歳線に就航した。
2020年、世界的な新型コロナウィルス感染拡大の影響で全便の運航を停止。それに伴い急速に財務状況が悪化し、債務再編計画の申請書を裁判所に提出した。裁判所の許可があるまで、予約の変更や払い戻し手続きも停止した。

## 就航都市
新型コロナウイルス感染症の影響により、2020年より全便を運休していた。
| 国             | 就航地                                                  |
| -------------- | ------------------------------------------------------- |
| マレーシア     | クアラルンプール(ハブ空港)                              |
| タイ           | バンコク/スワンナプーム                                 |
| インドネシア   | バリ島                                                  |
| 中国           | 北京/大興、上海/浦東、杭州、成都/天府、長沙、重慶、西安 |
| 台湾           | 台北/桃園                                               |
| 韓国           | ソウル/仁川                                             |
| 日本           | 東京/羽田、大阪/関西、札幌/新千歳                       |
| カザフスタン   | アルマトイ                                              |
| ウズベキスタン | タシュケント(2025年10月15日より運航開始予定)            |
| パキスタン     | カラチ                                                  |
| インド         | デリー                                                  |
| サウジアラビア | ジッダ、メディナ                                        |
| ケニア         | ナイロビ(2025年8月31日をもって運休予定)                 |
| トルコ         | イスタンブール(2025年11月14日より運航開始予定)          |
| オーストラリア | シドニー、メルボルン、パース                            |

2025年8月現在

## 日本との関係

### 日本への運航路線
機材、運航日などは公式サイトを参照してください。
| 便名      | 路線             | 路線      | 機材             |               |
| --------- | ---------------- | --------- | ---------------- | ------------- |
| D7522/523 | クアラルンプール | 東京/羽田 | エアバスA330-300 |               |
| D7532/533 | クアラルンプール | 大阪/関西 | エアバスA330-300 | 直行便        |
| D7530/531 | クアラルンプール | 大阪/関西 | エアバスA330-300 | 直行便        |
| D7378/379 | クアラルンプール | 大阪/関西 | エアバスA330-300 | 台北/桃園経由 |
| D7550/551 | クアラルンプール | 新千歳    | エアバスA330-300 | 冬期運航      |

羽田、関西空港線には、日本人CAが3名乗務している。

### 日本との歴史
- 2010年12月9日、東京/羽田-クアラルンプール線に就航。施設利用料など、費用がかかる羽田空港に格安航空会社が乗り入れるのは珍しく、また別の就航空港の候補として、茨城空港とも協議を進めてきたが、乗り継ぎ需要や貨物運用の拠点機能が決め手なり、羽田に就航した[15][16][17]。
- 2011年11月30日より、大阪/関西-クアラルンプール線に就航[18]。
- 2014年3月17日、名古屋-クアラルンプール線に就航した。ただし、1年たたないうちの2015年2月に運休[19]。
- 2014年11月21日から、東京/成田-クアラルンプール線に就航[20]。
- ICAO（国際民間航空機関）がタイ当局に対し「重大な安全上の懸念（SSC）」を指摘し、エアアジアグループのタイ・エアアジアXが2015年5月に就航予定だった新千歳-バンコク/スワンナプーム線が就航できなくなった。そのため、エアアジアXが2015年5月から7月まで、新千歳-バンコク/スワンナプーム線のチャーター便を設定し、代替運航した[21][22]。
- 2015年8月19日、東京/成田線から撤退[20]。
- 2015年10月2日より、新千歳-クアラルンプール線に就航[23][24]。
- 2017年6月28日、以遠権を利用し、大阪/関西-ホノルル線に就航した[25]。エアアジアグループとしても初めてのアメリカ路線となった。
- 日本の関西空港からアメリカ西海岸（ロサンゼルス、サンフランシスコなど）への路線へ就航を計画していることが明らかになった[26][27]。
- 2019年3月1日より、福岡-クアラルンプール線の運航を開始[28]。
- エアアジアジャパンの中部拠点化に伴い、エアアジアグループCEOのトニーフェルナンデス氏が2019年8月までに中部-クアラルンプール線の運航を再開させたい考えを表明し、マレーシア当局も認可したが、路線開設には至っていない。
- 2019年1月30日、大阪/関西-台北/桃園線に就航[29]。
- 2019年11月20日より、東京/成田-クアラルンプール線の運航を再開[30]。
- 2020年1月22日より、沖縄/那覇-台北経由-クアラルンプール線に就航[31]。
- 2022年7月14日から、東京/羽田-クアラルンプール線を再開[32]。
- 2022年10月3日から、大阪/関西-クアラルンプール線を再開。関西/ホノルル線も再開予定だったが、延期されている。
- 2022年12月1日から、新千歳-クアラルンプール線を再開。
- 2023年9月1日から、大阪/関西-ホノルル線を再開予定だったが、延期した[33]。
- 2024年8月1日より、大阪/関西-台北経由-クアラルンプール線の運航を再開。
- 2025年11月5日より、大阪/関西-クアラルンプール線を週10便(台北/桃園経由便含め週17便)へ増便[34]。

## 保有機材
| 機種             | 保有数 | 座席数 | 座席数 | 座席数 | 備考                                                                   |
| 機種             | 保有数 | C      | Y      | 計     | 備考                                                                   |
| ---------------- | ------ | ------ | ------ | ------ | ---------------------------------------------------------------------- |
| エアバスA330-300 | 16     | 12     | 365    | 377    | エコノミークラスが3-3-3アブレスト（9席）であり、通常より座席数が多い。 |

### 発注キャセル機材
- エアバスA350-900 (10機発注、2018年4月キャンセル[38])

## 特別塗装機
どの機体も日本への飛来実績がある。
現在も運航中
- 2024年から、エアバスA330-300型機（機体番号「9M-XXR」）に、セガとコラボした特別塗装が施されている。セガの看板キャラクター「ソニック・ザ・ヘッジホッグ」と、その仲間のキャラクターがデザインされている[39]。
- 2017年から、エアバスA330-300型機（機体番号「9M-XXF」）に、10周年記念塗装が施されている。機体中央から後方にかけて、「Making The World」「A Smaller Place」と書かれている[40][41]。
- 2018年から、エアバスA330-300型機（機体番号「9M-XXD」）に、総合格闘技マーシャルアーツ団体「UFC」の特別塗装が施されている。エアアジアが「UFCファイトナイト・シンガポール」の開催に当たってのパートナーシップを締結したことにより登場[40][42]。
- 2019年から、エアバスA330-300型機（機体番号「9M-XXJ」）に、SONYのノイズキャンセルヘッドホンとのコラボした特別塗装を施している[40][43]。
- 2017年から、エアバスA330-300型機（機体番号「9M-XXU」）に、セガとコラボした特別塗装が施されている。セガの看板キャラクター「ソニック・ザ・ヘッジホッグ」と、その仲間のキャラクターがデザインされている[44]。

過去の特別塗装
- 2018年から2020年にかけ、エアバスA330-300型機（機体番号「HS-XTD」）に、韓国のソウルにあるテーマパークである「ロッテワールド」の特別塗装を施した[40]。
- 2018年から2021年にかけ、エアバスA330-300型機（機体番号「9M-XXB」）に、中国や韓国で人気となっている銃器を擬人化したアプリゲーム「少女前線」の特別塗装を施した。
- 2017年から2023年にかけ、エアバスA330-300型機（機体番号「9M-XXP」）に、8階級制覇を達成したフィリピンのプロボクサー、マニー・パッキャオ氏の特別塗装を施した[40]。

- 2017年から2020年まで、エアバスA330-300型機（機体番号「9M-XXH」）に、エアアジアグループのCOOを務め、2017年1月に43歳で死去した、Anaz Ahmad Tajuddin氏の特別塗装を施した[40]。機体中央に「A TRULY PASSIONATE ALLSTAR」とかかれ、前方には肖像も書かれている。2016年から2021年まで、エアバスA330-300型機（機体番号「9M-XXA」）に、エアアジアXの創立9周年記念塗装を施した。機体の赤のグラデーションが特徴[40]。
- 2016年から2023年まで、エアバスA330-300型機（機体番号「9M-XXU」）に、2016年に公開された映画「X-MEN APOCALYPSE」の特別塗装が施された。X-MENの登場人物がデザインされている[40]。
- 2014年から2022年まで、エアバスA330-300型機（機体番号「9M-XXT」）に、一般公募により選ばれたフェニックスをイメージした特別塗装を施した[40]。
- 2014年から2017年まで、エアバスA330-300型機（機体番号「9M-XXO」）に、京都パープルサンガ・PSVアイントホーフェン・マンチェスターユナイテッドなどで活躍した、韓国のサッカー選手、朴智星氏を称える特別塗装を施した。英語、ハングルで「ありがとう、キャプテン・パク」というメッセージを大々的に掲げた[40]。
- 2011年から2017年にかけ、エアバスA330-300型機（機体番号「9M-XXF」）に、エアアジアを創業したトニー・フェルナンデスが掲げた言葉である「Now Everyone Can Fly To Malaysia」をテーマとした特別塗装を施して運航した[45][40]。マレーシアの観光名所や自然が機体全体にデザインされた。この機体は、2017年以降、10周年記念の特別塗装が施されている。
- 2010年から2016年にかけ、エアバスA330-300型機(機体番号「9M-XAA」)に、就航都市をテーマにした特別塗装が施されていた。クアラルンプールのペトロナス・ツインタワーをはじめ、東京タワー、オペラハウス、タージマハール、エッフェル塔などが機体全体にデザインされていた[40]。

## サービス
- プレミアムフラットベッド という、ビジネスクラス相当のサービスがあり、座席はライフラットのベッドになる[46]。事前座席指定、優先チェックイン、優先搭乗、機内食、枕と毛布のレンタル、機内預け荷物の優先等のサービスがある。料金はエコノミーの約2-3倍である。
- 事前座席指定は、足元が広く優先搭乗できるホットシート、ツインシート、クワイエットゾーンなどを有償で選択できる[47]。
- 預け手荷物は有償で受け付ける[48]。
- 機内食は有償で販売される。事前予約も可能であり、マレーシア料理、多国籍料理、ベジタリアン料理、子供向け料理等から選択可能である[49]。
- 毛布、枕、アイマスクのセットを航空券予約時に購入できるほか、機内販売している[50]。